# Андрієвський Леонід Іванович
Леоні́д Іва́нович Андріє́вський (нар. 14 березня 1942, Лубни - 14 січня 2025, Київ) — український художник, журналіст, мистецтвознавець, літературознавець, видавець, громадський діяч і педагог; член Спілки журналістів України з 1982 року, Спілки художників України з 1994 року, Комітету з Національної премії України імені Тараса Шевченка (з травня 2003 року по листопад 2005 року) та Академії критики, мистецтва та естетичних наук України з 2016 року (віцепрезидент з 2017 року).

## Біографія
Народився 14 березня 1942 року в місті Лубнах Полтавської області (нині Україна). Під час німецько-радянської війни разом із матір'ю був примусово вивезений до Німеччини, де протягом 1943—1945 років перебував у концтаборі під Нюрнбергом. Після звільнення американськими військами, переданий у радянські фільтраційні табори і 1945 року повернувся до України.
Протягом 1954—1957 років мешкав з батьками у Криму. У 1957—1958 роках навчався у художній студії в Лубнах, був учнем Василя Семенюти. У 1958—1961 роках перебував з батьками на Далекому Сході — у пересильному таборі в бухті Находці, портах Ваніно, Совєтська Гавань. У Совєтській Гавані працював робітником на заводі, одночасно там же продовжив здобувати мистецьку освіту у художній студії у Д. Новикова. Протягом 1961—1964 років проходив строкову службу в Збройних силах СРСР, служив на Далекому Сході.
У 1964—1965 роках працював слюсарем на заводі «Ленінська кузня» у Києві; у 1965—1966 роках — художником по розпису, гравером-літографом Київського заводу художньої кераміки; у 1966—1967 роках — старшим майстром оформлювального цеху творчо-виробничого комбінату Художнього фонду УРСР (взяв участь в оформленні 1-ї Всесвітньої виставки в Києві); у 1967—1969 роках — художнім редактором відділу друкованої реклами та у 1969—1975 роках — головним художником, заступником голови художньої ради Київського рекламного комбінату; у 1975—1976 роках обіймав посади заступника начальника, головного художника, заступника голови художньої ради художньо-конструкторського бюро «Укрторгреклама». Одночасно із роботою упродовж 1970—1976 років навчався на заочному відділенні факультету журналістики Київського університету імені Тараса Шевченка.
У 1976—1989 роках завідував відділом художнього оформлення видавництва «Наукова думка»; у 1989—1993 роках обіймав посаду головного художника видавництва «Свенас»; у 1993—1998 роках — головного художника видавництва «Аконіт». Одночасно з 1994 року був заступником голови, членом президії Українського фонду культури.
Від 1998 року — директор видавництва «Криниця», одночасно у 2000—2001 роках — професор Київського інституту декоративно-прикладного мистецтва та дизайну; у 2001—2004 роках — голова правління благодійної організації «Шевченківський фонд — XXI століття»; у 2004—2011 роках — професор, завідувач кафедри графічного дизайну Інституту підприємництва, права і реклами.
Мешкає у Києві в будинку на вулиці Антоновича, № 166.

### Родина[1]
- Батьки: батько — Іван Тимофійович (1909—1969) — робітник, механік; мати — Марія Антонівна (1922—?) — домогосподарка;
- Дружина — Ганна Олександрівна (нар. 1941) — журналіст;
- Дочки: Анжеліка (нар. 1965) — співачка; Ілона (нар. 1969) — театрознавець; Вікторія (нар. 1976) — художник і мистецтвознавець.

## Творчість
Працює в галузях монументально-декоративного, станкового живопису (віддає перевагу пейзажу) та книжкової графіки (займається комплексним оформленням книг). Серед робіт:
Живопис, графіка
- «Птахи прилетіли» (1970, папір, гуаш);
- «Пташина гра» (1970, папір, гуаш);
- «Осінь» (1970, папір, гуаш);
- «Човни при березі» (1970, картон, олія);
- «На тому березі Київ» (1996, картон, олія);
- «Дихання зими» (1996, картон, олія).

Оформив понад 100 видань, серед яких
- календар «Каштан» (1969, Фінляндія);
- «Василь Штернберг» Інни Пархоменко (1978);
- «Киев и Киевская земля в эпоху феодальной раздробленности 12–13 веков» Петра Толочка (1980);
- «Крізь віки. Київ в образотворчому мистецтві 12– 20 століть» (1982, упорядники Юрій Белічко, Володимир Підгора);
- «Древний Киев» Петра Толочка (1983);
- «Музей західного та східного мистецтва в Києві» (1983);
- «Київський університет. 1834—1984» (українською, російською мовами, 1984);
- «Одеський музей західного та східного мистецтва» (1984);
- «Український портретний живопис першої половини 19 століття» Валентини Рубан (1984);
- «Державний музей українського образотворчого мистецтва УРСР» (1985);
- «Мистецтво, народжене Жовтнем. Українське радянське образотворче мистецтво та архітектура. 1917—1987» (1987, упорядники Юрій Белічко, Сергій Кілессо);
- «Українське народне малярство 13–20 століть. Світ очима народних митців» (1991);
- «Олександр Лопухов» (1991, автор-упорядник Михайло Криволапов);
- «Михайло Паращук Життя і творчість» Дмитра Степовика (1994);
- «Пам'ятки книжкового мистецтва. Українська рукописна книга» Якима Запаска (1995);
- «Василь Хмелюк» Олександра Федорука (1996);
- «На спомин рідного краю. Україна у старій листівці» (2000);
- «На спомин рідного краю. Україна у старій листівці» Михайла Забоченя, Олександра Поліщука, Володимира Яцюка (2000);
- «Не забудьте пом'янути… Шевченківська листівка як пам'ятка історії і культури, 1890—1940» Володимира Яцюка (2004, перевидання 2009);
- «Мистецькі роди України. Кричевські і українська художня культура. Василь Кричевський» Валентини Рубан (2004);
- «На межі II—III тисячоліть. Художники Києва. Із древа життя українського образотворчого мистецтва. Живопис. Графіка. Скульптура» (2009, автор-упорядник Вікторія Андрієвська);
- «Розмай Незалежної України. Художники Києва. Українське образотворче мистецтво 1991—2011 років…» (2011, автор-упорядник Вікторія Андрієвська).

Здійснив монументально-декоративні розписи для торговельних павільйонів у Празі (1989).
Мав персональні виставки в Українському фонді культури у 1995, 1996 роках.
Вніс вагомий вклад в розвиток словникової справи в Україні: автор ідеї та організатор проєкту, науковий редактор «Нового тлумачного словника української мови» в 4-х томах (1998) та словників, випущених у видавництві «Криниця». Автор літературних досліджень, статей, післямов і передмов до видань:
- «Така буде нам Україна, які у нас будуть серця» // Майданович Тетяна. Христос і Прометей (1999);
- «Слово про Київ» // Лавров Дмитро. Святий Київ наш великий (2002) та інших[4].

## Відзнаки
- Диплом і пам'ятна медаль (1967; за участь в оформленні 1-ї Всесвітньої виставки в Києві)[1];
- Нагороджений радянськими медалями: «За доблесну працю», «1500-річчя Києва», «Ветеран праці»[1];

премії
- Державна премія України імені Тараса Шевченка (1995; разом із Василем Отковичем і Вірою Свєнціцькою; за альбом «Українське народне малярство XIII—XX століть. Світ очима народних митців» виданий у 1991 році)[2];
- Літературно-мистецька премія імені Івана Нечуя-Левицького (2012)[3];

почесні звання
- Заслужений художник України з 1994 року[7];
- Народний художник України з 1998 року[8].

## Про нього
Творчість художника досліджували:
- Юрій Белічко («Кристалізація любові» // Пам'ять століть. 2007. № 3. С. 100—103; «Леонід Андрієвський — художник книги: літопис життя і творчості». Київ: Криниця, 2012)[3];
- Володимир Підгора («Його книжки урочисті, святкові: [Про лауреата Національної премії Т. Шевченка Л. Андрієвського]» // Вечірній Київ, 1995, 4 березня)[9];
- Дмитро Малаков («Творчі обрії Леоніда Андрієвського» // Київ. 2018. № 9–10. С. 175—179)[3].

Про митця режисером Василем Глинчаком знято фільм «Портрет з книгою» (1994); виходили телепередачі Галини Устенко «Люди і долі» (1995—2009) тощо.